# Oswaldo Segura
Oswaldo Segura (Paján, 4 de agosto de 1959) es un actor de teatro, histrión y presentador de televisión ecuatoriano, conocido por interpretar a Felipe Vera en la serie de televisión costumbrista, Mis Adorables Entenados a finales de los años ochenta.

## Biografía

### Primeros años
Nació el 4 de agosto de 1959 en la parroquia Lascano, perteneciente al cantón Paján, Manabí, y desde los 2 años de edad reside en Guayaquil. No fue buen alumno y desde pequeño se inclinaba por la actuación, incursionando en la misma antes de cumplir 17 años, luego de ver un anuncio sobre unos cursos en la Casa de la Cultura Núcleo del Guayas a finales de los 70´s. Ahí tuvo su primera aparición en escena con la obra La Farsa del Corregidor, donde interpretó a un guardia estático. Con el transcurso del tiempo logró tener papeles más importantes debido a su desenvolvimiento.

### Carrera teatral

#### El Juglar
En 1977 forma parte del grupo teatrales El Juglar, donde permaneció durante 7 años, formado por Ernesto ‘El Flaco’ Suárez y Tati Interllige, una pareja de argentinos que llegaron al país para realizar cursos. Con El Juglar, Segura formó parte de la exitosa obra teatral Guayaquil Superstar (1980).

#### La Mueca
En 1983, forma su propio grupo teatral llamado La Mueca, con el cual ha presentado obras como Sombras y sueños, Un guayaco en Hollywood, El Andamio, Furia de chiros, Maestra vida, entre otras, estableciéndose desde los años 90 en el teatro El Ángel, ubicado en la ciudadela Urdesa. Durante los 80, luego de personificar a un conductor de bus público que decía "Me la gané" para un comercial de Lotería Nacional, Tati Interlli decidió montar una obra de teatro llamada ¡Me la gané por Diosito Santo! sobre un hombre mujeriego que tiene 4 hijos, los cuales se los encarga a su esposa.

### Carrera televisiva

#### Mis Adorables Entenados
A finales de los 80, Segura forma parte de la serie costumbrista Mis Adorables Entenados, de Ecuavisa, basada en la obra teatral ¡Me la gané por Diosito Santo!, donde interpretó a Felipe Vera (Felipito), un joven de clase media baja con actitud de superioridad, quien vive junto a sus medios hermanos y su madrastra, personaje con el cual llegó a ser conocido a nivel nacional.

#### TC Televisión
Durante los 90 tuvo, junto a su grupo La Mueca, un programa cómico en TC Televisión, llamado El Show de Felipe, interpretando al personaje con el que se dio a conocer para presentar el programa. En 2020 regresa al canal como parte de la telenovela Antuca me enamora donde interpreta a Antuco Mena, el padre de las hermanas Mena Mora, junto a Tania Salas, Katty García, Ney Calderón, Claudia Camposano, Alejandra Paredes y Carolina Jaume.

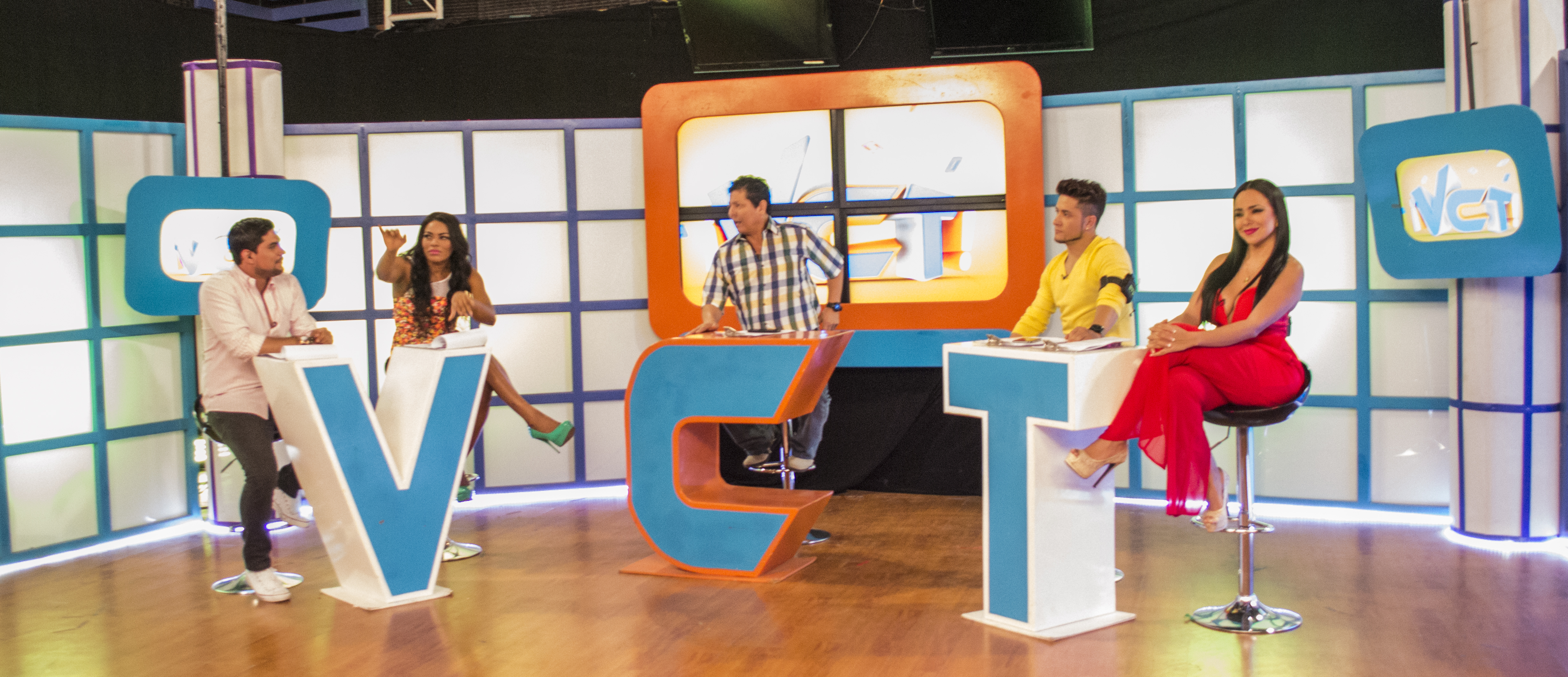
Emilio Pinargote, Denisse Angulo, Oswaldo Segura (centro), Jorge Heredia y Adriana Sánchez en Vamos Con Todo.

#### Telesistema/RTS
A finales de la década fue parte de Telesistema -ahora RTS-, en una serie llamada Mis Adorables Entenados con Billete, siendo esta una nueva versión de Mis Adorables Entenados. En los finales de los 90, fue parte de la serie Súbete a mi Taxi. En 2004 regresa al canal y forma parte del programa de farándula nacional, Vamos Con Todo, como presentador, espacio en el cual permaneció por más de 10 años hasta el final del programa en 2018. El mismo año se une como presentador principal del programa Intrusos junto a Marián Sabaté, hasta el fin del programa en 2019. En 2006 también forma parte de la serie Rosendo Presidente, una nueva versión de Mis Adorables Entenados en la cual se abordó el tema de las elecciones presidenciales del mismo año.

#### Ecuavisa
Durante la década del 2000 protagonizó las series del Canal del Cerro como son: De la Vida Real y Visa para un Sueño de Ecuavisa.

#### Gamavisión
Durante 2002 protagonizó la serie Los Entenados de Gamavisión.

## Teatro
- La Farsa del Corregidor
- Guayaquil Superstar
- Sombras y sueños
- Un guayaco en Hollywood
- El Andamio
- Furia de chiros
- Maestra vida
- ¡Me la gané por Diosito Santo!

y muchas obras más.

## Filmografía

### Series y Telenovelas
- Antuca me enamora (2020) - Antonio "Antuco" Mena
- Rosendo Presidente (2006) - Felipe Vera "Felipito"
- Los Entenados (2002)
- Visa para un Sueño (2001)
- De la Vida Real (2000) - Varios personajes
- Súbete a mi Taxi (1999)
- Mis Adorables Entenados con Billete (1995-1997) - Felipe Vera "Felipito"
- Los Defensores de la Perla
- Mis Adorables Entenados (1988-1991) - Felipe Vera "Felipito"

### Programas
- Intrusos (2018-2019) RTS
- Vamos Con Todo (2004-2018) RTS
- El Show de Felipe (1999) TC Televisión